# رادکووی
رادکووی (به چکی: Radkovy) یک منطقهٔ مسکونی در جمهوری چک است که در ناحیه پرروف واقع شده‌است. رادکووی ۲٫۵۲ کیلومتر مربع مساحت و ۱۶۸ نفر جمعیت دارد و ۲۴۴ متر بالاتر از سطح دریا واقع شده‌است.